# 데이즈 엔드 나이츠 인 더 포레스트
데이즈 엔드 나이츠 인 더 포레스트(Aranyer Din Ratri, Days and Nights in the Forest)는 인도에서 제작된 사티야지트 레이 감독의 1970년 드라마 영화이다. 샤밀라 타고어 등이 주연으로 출연하였다.
제20회 베를린 국제영화제에서 황금곰상 후보에 올랐다.

## 출연
- 수미트라 차터지
- 샤밀라 타고르
- 아파르나 센